# Visir de la Cúpula

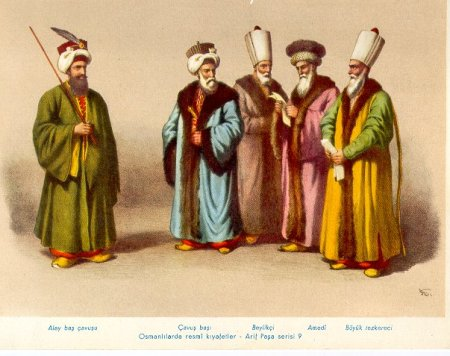
Representació de diversos governants otomans.

Visir de la Cúpula (turc otomà: Kubbe Veziri) fou el nom donat pels otomans als membres del Diwan-i Humayun imperial que es reunien diversos matins a la setmana a la sala de la Cúpula (així anomenada per ser una sala coberta amb cúpula) del palau de Topkapı a Istanbul. Aquestos visirs eren els kadiaskers de Rumèlia i Anatòlia, el cadi d'Istanbul, el deferdar, el nishandji, els agha dels geníssers, el comandant de la cavalleria i el Kapudan Paixà.